# Restorationism
Restorationism, även känd som kristen primitivism, är tron att kristendomen ska återställas till hur den var under den apostoliska tidsåldern, såsom den är beskriven i Nya Testamentet och tidiga kristna skrifter.  Anhängare av restorationismen menar sig därför stå för "apostolisk" eller "biblisk" kristendom. Protestantismen i sin helhet kan beskrivas som restorationistisk, även om vissa samfund betonar restorationism betydligt mer än andra. Exempel på restorationistiska rörelser är anabaptismen, baptismen, puritanerna, mormonerna, Jehovas vittnen, pingströrelsen och adventismen. Medan dessa rörelser har meningsskiljaktigheter om hur den tidiga kyrkan såg ut, anser de alla att de historiska katolska och ortodoxa kyrkorna har avfallit från den apostoliska tron, vilket gör ett återupprättande av denna nödvändig.

## Former av restorationism
Restorationistiska rörelser betonar ofta olika aspekter av urkyrkan som de vill återuppväcka, vilket gör att de ibland får väldigt olika karaktär. Kyrkohistorikern Douglas Foster gör därför en uppdelning mellan fyra olika sorters restorationism:
- Evangelisk restorationism
- Ecklesiologisk restorationism
- Etisk restorationism
- Erfarenhetsmässig restorationism

Evangelisk restorationism fanns hos de flesta av de klassiska reformatorerna, inklusive Martin Luther. De menade att det nytestamentliga evangeliet om frälsning av nåd genom tron gick förlorad när katolska kyrkan började förkunna om skärselden och dygders frälsningsverkan. Luther förkastade dock annan form av restorationism då han menade att det var gärningslära att försöka återställa kyrkan till hur den var i apostolisk tid.
Ecklesiologisk restorationism fokuserar på hur kyrkliga handlingar och församlingars struktur ska återställas till hur det var i den tidiga kyrkan. Detta förespråkades bland annat av puritanerna, Stone-Campbellrörelsen och av den moderna husförsamlingsrörelsen.
Etisk restorationism vill återuppväcka den bibliska livsstilen och moralen. Anabaptismen och helgelserörelsen är exempel på traditioner som har betonat detta. Ofta förkunnar etiska restorationister pacifism, ekonomisk utjämning och sexuell återhållsamhet då detta var vanligt förekommande i den tidiga kyrkan.
Erfarenhetsmässig restorationism betonar bibliska, andliga erfarenheter och argumenterar för att kristna kan och ska uppleva dem idag. Exempel på sådana rörelser är pingströrelsen och mormonismen, som båda tror att övernaturliga erfarenheter såsom profetia och tungotal går att erfara idag. Detta står i skarp kontrast till cessationismen, som menar att sådana erfarenheter upphörde med den apostoliska tidsåldern.
Dessa fyra typer av restorationism är inte inbördes motsägande, ofta överlappar de med varandra.

## Kritik
Den katolske prästen Dwight Longenecker anger flera skäl till varför han anser att restorationism är felaktigt. Huvudsakligen går hans kritik ut på att vår information om urkyrkan är bristfällig, att restorationister är bundna av tidsandan och därför ofta kommer fram till vitt skilda tolkningar, samt att Gud aldrig skulle låta sin kyrka avfalla från sanningen. Enligt Longenecker saknar restorationistiska rörelser den historiska kopplingen till urkyrkan, som han menar att katolska kyrkan har, och han argumenterar för att det finns en självmotsägelse i restorationismen i och med att den förnekar den katolska lärosatsen att kyrkan är ofelbar, samtidigt som den vill återuppväcka en perfekt, ofelbar primitiv kyrka.
Den svenske restorationisten Micael Grenholm har svarat på Longeneckers kritik med att säga att endast Jesus är syndfri, inte någon kyrka, och att restorationismen strävar efter att vara så urkyrklig som möjligt därför att apostlarna förstod Jesus bäst. Att de ibland når olika slutsatser betyder inte att restorationismen har fel, enligt Grenholm, för utan restorationism kan kyrkan lära precis vad som helst och jämställa det med Jesu ord.